# Міжсоюзницька місія в Польщі

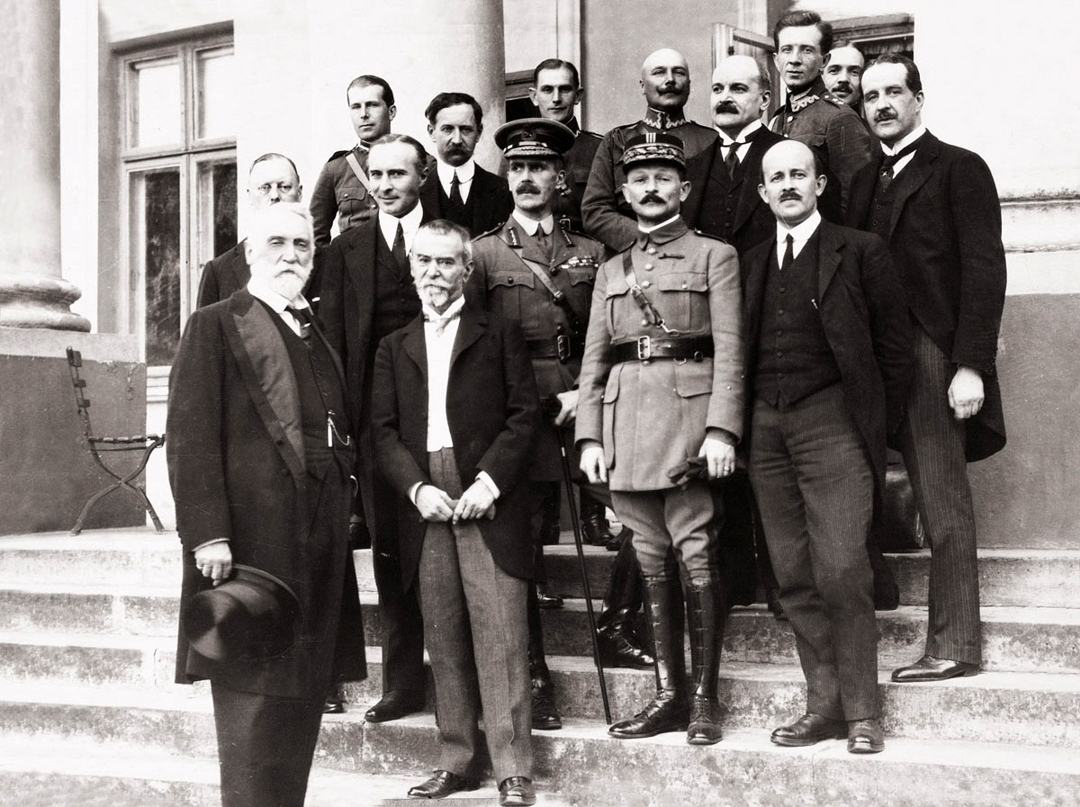
Члени Міжсоюзницької місії в Польщі (1920). Перший ряд зліва: Едгар Вінсент д'Абернон, Жан Жюль Жюссеран, Максим Вейган, Моріс Генкі

Міжсоюзницька місія в Польщі — дипломатична місія, започаткована британським прем'єр-міністром Девідом Ллойд Джорджем 21 липня 1920 року, у розпал радянсько-польської війни, за кілька тижнів до вирішальної Варшавської битви. Місія у складі надісланої до Польщі низки високопоставлених осіб із Британії та Франції була покликана спробувати вплинути на польську політику, можливо, шляхом зміни уряду.
Серед членів місії були французький дипломат Жан Жюль Жюссеран, начальник штабу маршала Фердинанда Фоша (Верховного головнокомандувача переможної Антанти) генерал Максим Вейган і британський дипломат лорд Едгар Вінсент д'Абернон. Перш ніж місія змогла досягти чогось важливого, було виграно на початку серпня вирішальну битву під Варшавою. Єдиним відчутним результатом було призначення Вейгана радником польського генерального штабу, де його роль була незначною. Проте незабаром після битви з різних політичних причин виник міф про те, що Вейган був автором перемоги поляків у битві під Варшавою.